# 时代广场大厦
时代广场大厦（Times Square Tower）是位于纽约市曼哈顿时代广场7号和西41街上的一栋47层，高726英尺（221米）的摩天大楼。
始建于2002年，于2004年完工，该大厦内为A级办公室。
最初大楼的租户为安达信会计师事务所，事务所于2000年10月签下租约，但是在2002年安然丑闻后解约。